# Île de Bainbridge
Pour les articles homonymes, voir Bainbridge.
L'île de Bainbridge est une île urbaine située dans la Péninsule Kitsap de l'État de Washington, aux États-Unis, baignée dans le Puget Sound. La population de l'île est de 23 025 personnes au recensement des États-Unis de 2010.
En juillet 2005, les magazines CNN/Money et Money ont classé Bainbridge Island en deuxième position du classement des endroits les plus agréables à vivre aux États-Unis.
Les journaux locaux sont l’hebdomadaire Bainbridge Island Review (en) et le quotidien Kitsap Sun (en).

## Histoire
En 1792 George Vancouver passa plusieurs jours avec son bateau HMS Discovery ancré à Restoration Point au Sud de Bainbridge Island pendant que d'autres bateaux exploraient le Puget Sound. Vancouver explora Rich Passage, Port Orchard, et Sinclair Inlet. Il ne trouva pas le Agate Passage (point de l'ile le plus proche de la péninsule) et donc sa carte montrait Bainbridge Island comme une péninsule. Vancouver nomma Restoration Point le 29 mai, date anniversaire de la Restauration anglaise en l'honneur de Charles II d'Angleterre.
En 1841, le Lieutenant Charles Wilkes de l'U.S. Navy arpenta le Nord-Ouest de l'île. Le Lieutenant Wilkes nomma l'île en l'honneur du contre-amiral William Bainbridge, commandant de la frégate USS Constitution dans la Guerre anglo-américaine de 1812.
Bainbridge Island était initialement centré sur l'exploitation forestière et la construction navale. L'île était connue pour ses grands et accessibles thuyas utiles pour la fabrication de mât. Le siège du comté de Kitsap était initialement situé à Port Madison au Nord-Est de l'île. La première génération d'immigrants japonais les Issei arrivèrent en 1883, durant la Seconde Guerre mondiale les résidents nippo-américains de l'île furent les premiers à être envoyés en camp de concentration. Ils sont restés détenus par le gouvernement américain par peur d'espionnage jusqu'à la fin de la guerre. De nombreux originaires des Philippines (les Filipino) ont repris avec succès les exploitations de fraises des fermiers nippo-américains détenus. Ces fermiers allaient chercher dans le Nord de l'île de la main d'œuvre locale amérindienne (premières nations). De nombreuses romances sont nées entre les deux populations.
La ville de Bainbridge Island occupe la totalité de l'île depuis le 28 février 1991. Depuis les années 1960, Bainbridge Island a connu une incroyable essor, avec une augmentation forte de personnes travaillant à Seattle et résidant sur l'île qui est à 35 minutes de ferry (Washington State Ferries).
La communauté est très impliquée par la protection des espaces verts de l'île et veut garder un contrôle sur le développement résidentiel et commercial de l'île.
L'équipe de crosse du lycée de l'île a remporté de nombreuses récompenses.

## Géographie

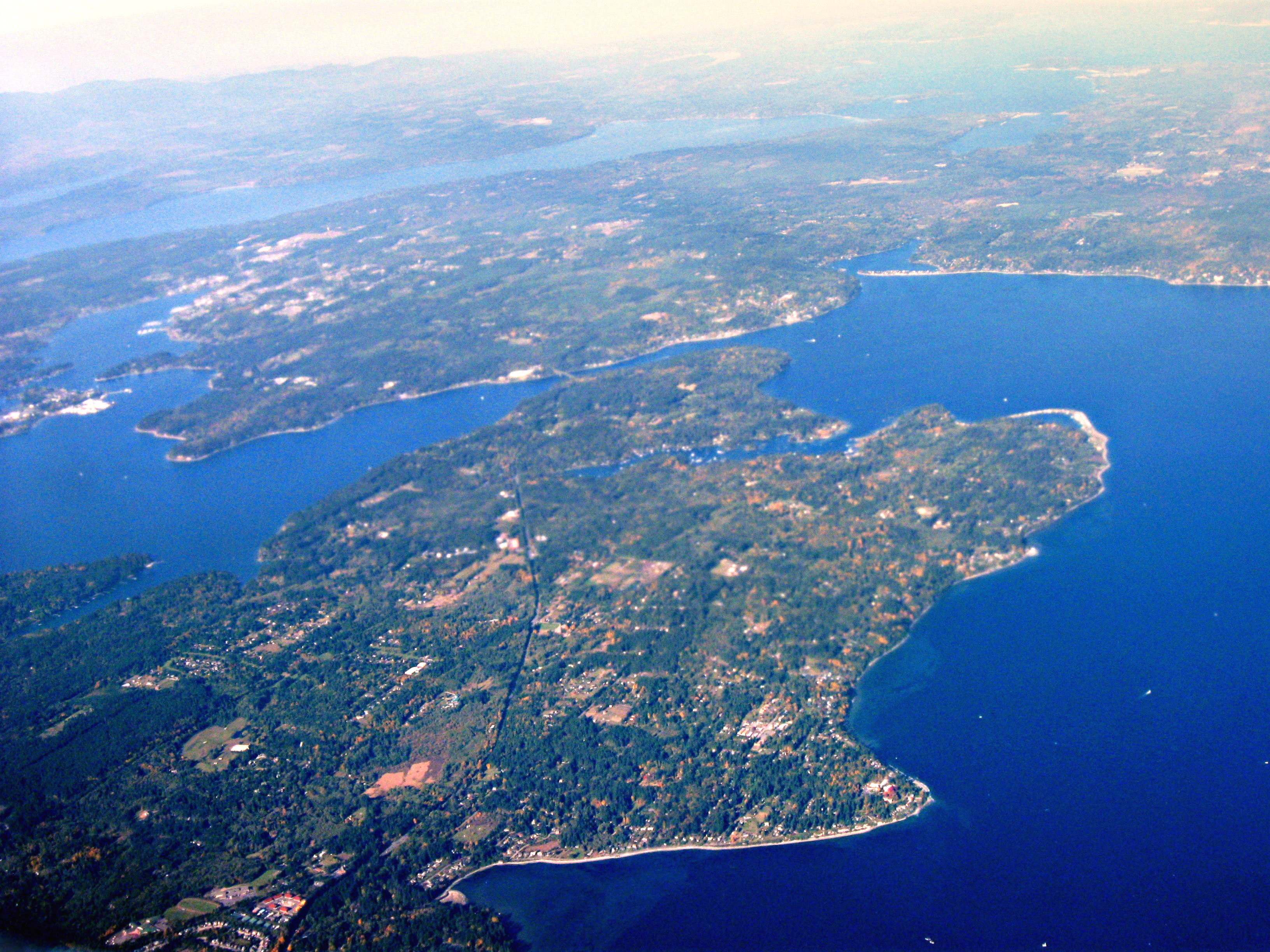
Vue aérienne de Bainbridge Island et du Agate Passage et la Péninsule Olympique dans le Puget Sound, avec le Agate Passage au centre.

Bainbridge Island a été formée à la dernière ère glaciaire (entre 13000 et 15000 ans); quand le glacier Vashon s’écroula dans le Puget Sound et le Canal Hood.
Bainbridge Island est situé au centre du Puget Sound, à l'Est de la péninsule Kitsap et à l'ouest de la ville de Seattle. L'île fait environ 8 km de large et 16 km de long, c'est l'une des plus grandes îles du Puget Sound.
La côte de Bainbridge Island baigne dans le Puget Sound, dans la baie de Port Orchard, avec 2 passages pouvant être à gué à marée basse : Rich Passage (en) et Agate Passage (en). L'île est caractérisée par une côte irrégulière d'approximativement 85 km, avec de nombreuses baies, bras de mer, plages, lagon, falaises.
Le littoral de l'île comporte :
- Agate Point
- Arrow Point
- Bainbridge Reef
- Baker Hill
- Battle Point
- Beans Bight
- Bill Point
- Blakely Harbor
- Blakely Rock, 47° 35′ 41″ N, 122° 28′ 50″ O
- Creosote,
- Decatur Reef
- Eagle Harbor, Le port principal de Bainbridge
- Fletcher Bay
- Gazzam Lake
- Hidden Cove
- Little Boston,
- Manzanita Bay
- Murden Cove, une anse ouverte à l'Est de l'île
- Pleasant Beach
- Point Monroe
- Point White Dock
- Port Madison
- Restoration Point
- Rockaway Beach
- Rolling Bay
- Skiff Point
- South Beach
- South Point
- Treasure Island
- Tyee Shoal
- Wing Point
- Yeomalt Point

Sur la péninsule Kitsap, les villes de Bremerton et de Poulsbo sont situées à l'Ouest de Bainbridge et sont accessibles en voiture par le pont du Agate Passage, et la ville de Port Orchard se situe en face du passage Rich Passage au Sud.
L'île est plutôt vallonnée. L'île est connue pour sa course cycliste populaire Chilly Hilly qui se tient chaque année en février. Cette course annonce non-officiellement le début de la saison cycliste du pacifique Nord-Ouest depuis 1975.
Bainbridge Island est connectée à la péninsule Kitsap par un pont parcouru par la Washington State Route 305 (en) à travers le Agate Passage. La seule autre sortie de l'île se fait par le ferry qui se prend à Eagle Harbor au Sud de l'île transportant les piétons et les véhicules jusqu'au quai Coleman Dock à Seattle.
D'après le United States Census Bureau, La ville a une superficie totale de 169,7 km2, répartie en:
- 71,5 km2 de terre et
- 8,2 km2 d'eau.

## Démographie
Au recensement de 2000, il y avait 20308 personnes, 7979 foyers, et 5784 familles résidant sur l'île. La densité de population était de 284,0/km2. Il y avait 8517 habitations soit une densité moyenne de 119,1/km2. La répartition ethnique de l'île était de:
- 92,88 % blancs,
- 0,28 % afro-américains,
- 0,62 % Amérindiens,
- 2,40 % asiatiques,
- 2,17 % d'hispaniques,
- 0,11 % originaire des iles pacifiques,
- 0,75 % autre ethnie, et
- 2,96 % Métis.

Il y a 7979 foyers dont 36,8 % ont un enfant de moins de 18 ans vivant sous leur toit, 63,1 % sont des couples mariés vivant ensemble, 7,1 % sont des familles monoparentales féminines, et 27,5 % ne sont pas des familles. 9,1 % des foyers sont constitués d'une personne seule de plus de 65 ans. Le nombre moyen de personnes par habitation est de 2,52 et le nombre moyen de personnes par famille est de 2,98.
La population de l'île se répartit suivant l'âge :
- 26,7 % de moins de 18 ans,
- 3,6 % de 18 à 24 ans,
- 23,8 % de 25 à 44 ans,
- 33,1 % de 45 à 64 ans, et
- 12,8 % de plus de 65 ans.

L'âge médian est de 43 ans.
La répartition homme femme est de 100 femmes pour 94,5 hommes. Pour 100 femmes de plus de 18 ans, on trouve 90 hommes.
D'après les estimations de 2007, le revenu médian par foyer est de 88 243 $, et le revenu médian par famille est de 108 605 $. Les hommes ont un revenu médian de 65 853 $ contre 42 051 $ pour les femmes. Le revenu par tête de l'île est de 37 482 $. Environ 3,0 % des familles et 4,4 % vivent au-dessous du seuil de pauvreté, dont 3,8 % de moins de 18 ans et 3,3 % de plus de 65 ans.

## Politique
Bainbridge Island est fortement en faveur du parti démocrate. À l'Élection présidentielle américaine de 2004, le démocrate John Kerry a reçu 72,87 % des voies alors que George W. Bush du parti républicain ne compta lui que 25,58 % des voix. En 2008, Barack Obama remporta l'élection face à John McCain avec 77,79 % contre 20,79 %.
Aux primaires du parti démocrate de 2008, Barack Obama gagna face à Hillary Clinton avec 67,8 % contre 29,7 %.

## Résidents célèbres
- Laura Allen - actrice
- Bruce Barcott (en) - auteur
- Tori Black - actrice X
- Chad Channing - musicien, premier batteur de Nirvana
- Leeann Chin (en) - créateur de la chaine de restaurants Leeann Chin (en)[6]
- Mark Crispin (en) - inventeur
- Jonathan Evison (en) - auteur
- Bill Frisell musicien
- David Guterson - auteur[7],[8]
- Meg Greenfield (en) - éditeur, The Washington Post[9],[10]
- Kristin Hannah - auteur
- Russell Johnson - acteur[11],[12]
- Chris Kattan - acteur
- Brian Krueger - vice-président d'Amazon.com
- Dinah Manoff - actrice
- Jon Brower Minnoch - record historique de l'homme le plus lourd[13]
- Elizabeth Mitchell - actrice, Juliet Burke dans Lost.
- Jack Olsen (en) - auteur[14]
- Elizabeth Parrish - PDG controversée de BioViva[15]
- Ben Shepherd - musicien[16]
- Ed Viesturs - alpiniste[17],[18]
- Susan Wiggs (en) - auteur
- Andrew Wood - musicien
- John Perkins - auteur
- Michael Trimble (en), ténor lyrique, professeur de chant[19]
- Aidan Gallagher - acteur

## Jumelage
Bainbridge est jumelée avec :
- Ometepe, Nicaragua[20]

## Points d’intérêt
- Bloedel Reserve
- Fay Bainbridge State Park
- Fort Ward
- Joel Pritchard Park
- Fort Ward State Park
- Frog Rock
- The Grand Forest
- Point White Dock
- City Hall